# Paris i augusti
Paris i augusti (franska: Paris au mois d'août) är en fransk komedifilm från 1966 i regi av Pierre Granier-Deferre.
Filmen är baserad på  René Fallets roman Paris au mois d'août.

## Rollista i urval
- Charles Aznavour - Henri Plantin
- Susan Hampshire - Patricia Seagrave
- Daniel Ivernel - Civadusse
- Michel de Ré - Cogaille
- Alan Scott - Peter
- Etchika Choureau - Simone Plantin
- Jacques Marin - Bouvreuil
- Héléna Manson - portvakten
- Dominique Davray - modellen